# Noëlle van Lottum
Noëlle van Lottum (Hoogland, 12 juli 1972) is een voormalig Nederlands tennisspeelster die gedurende haar professionele loopbaan uitkwam voor Frankrijk. Zij is de oudere zus van tennisser John van Lottum. In 1986 werd zij winnares op de Nederlandse Overdekte JeugdKampioenschappen, in de categorie "Meisjes tot en met 14 jaar". Na haar vertrek naar Frankrijk werd zij ook daar jeugdkampioen. In 1989 won zij in Praag het Europees meisjeskampioenschap tot en met 18 jaar. Zij was actief in het proftennis van 1987 tot en met 1999. Tegenwoordig heeft zij een tennisschool in Nederland.

## Loopbaan

### Enkelspel
Van Lottum debuteerde in 1987 op het ITF-toernooi van Reims (Frankrijk). Zij stond in 1989 voor het eerst in een finale, op het ITF-toernooi van Buenos Aires (Argentinië) – hier veroverde zij haar eerste titel, door de thuisspelende Florencia Labat te verslaan. In totaal won zij vier ITF-titels, de laatste in 1997 in Puchheim (Duitsland).
In 1989 kwalificeerde Van Lottum zich voor het eerst voor een WTA-hoofdtoernooi, op het toernooi van San Juan. Zij stond in 1992 voor het eerst in een WTA-finale, op het toernooi van Wellington – hier veroverde zij haar enige WTA-enkelspeltitel, door de Amerikaanse Donna Faber te verslaan.
Haar beste resultaat op de grandslamtoernooien is het bereiken van de derde ronde, op de US Open 1992. Haar hoogste positie op de WTA-ranglijst is de 57e plaats, die zij bereikte in januari 1993.

### Dubbelspel
Van Lottum debuteerde in 1988 op het ITF-toernooi van Duinkerke (Frankrijk) samen met Française Nathalie Guerrée. Zij stond in 1989 voor het eerst in een finale, op het ITF-toernooi van Moulins (Frankrijk), samen met de Nederlandse Mara Eijkenboom – zij verloren van het Franse duo Catherine Tanvier en Sandrine Testud. In datzelfde jaar veroverde Van Lottum haar eerste titel, op het ITF-toernooi van Santiago (Chili), samen met de Deense Sofie Albinus, door het duo Luciana Della Casa en Giulia Toschi te verslaan. In totaal won zij zeven ITF-titels, de laatste in 1999 in Grado (Italië) waar ze aan de zijde van Française Lea Ghirardi te sterk was voor de toen zeventienjarige Flavia Pennetta en Tracy Singian.
In 1988 speelde Van Lottum voor het eerst op een WTA-hoofdtoernooi, op het toernooi van Parijs Clarins, samen met Française Sylvie Sabas. Zij bereikten er de halve finale. Zij stond in 1992 voor het eerst in een WTA-finale, op het toernooi van Praag, samen met de Tsjechische Eva Švíglerová – zij verloren van het koppel Karin Kschwendt en Petra Ritter. In 1994 veroverde Van Lottum haar enige WTA-dubbelspeltitel, op het toernooi van Tarente, samen met de Roemeense Irina Spîrlea, door het koppel Sandra Cecchini en Isabelle Demongeot te verslaan.
Haar beste resultaat op de grandslamtoernooien is het bereiken van de derde ronde, op Roland Garros 1992. Haar hoogste positie op de WTA-ranglijst is de 59e plaats, die zij bereikte in september 1992.

### Records
- Tijdens de halve finale van het Nederlands indoor tenniskampioenschap in Ede, op 12 februari 1984, speelde zij tegen Sandra Begijn de langste enkelspel-game in de tennisgeschiedenis. De game duurde 52 minuten.[4]
- Tijdens Roland Garros 1995 speelde zij in de eerste ronde tegen Française Virginie Buisson de langste vrouwenenkelspelpartij die sinds het open tijdperk op Roland Garros heeft plaatsgevonden. De partij duurde 4 uur en 7 minuten. Buisson won met 6-7, 7-5 en 6-2.

## Palmares
| Legenda                |
| ---------------------- |
| Grandslamtoernooi      |
| Olympische Spelen      |
| Year-End Championships |
| Tier I                 |
| Tier II                |
| Tier III               |
| Tier IV & V            |

### WTA-finaleplaatsen enkelspel
| nr.              | finale     | toernooi       | ondergrond | tegenstandster | score    |
| ---------------- | ---------- | -------------- | ---------- | -------------- | -------- |
| gewonnen finales |            |                |            |                |          |
| 1.               | 1992-02-09 | WTA Wellington | hardcourt  | Donna Faber    | 6-4, 6-0 |
| verloren finales |            |                |            |                |          |
| geen             |            |                |            |                |          |

### WTA-finaleplaatsen vrouwendubbelspel
| nr.              | finale     | toernooi     | ondergrond | partner          | tegenstandsters                    | score         |
| ---------------- | ---------- | ------------ | ---------- | ---------------- | ---------------------------------- | ------------- |
| gewonnen finales |            |              |            |                  |                                    |               |
| 1.               | 1994-05-01 | WTA Tarente  | gravel     | Irina Spîrlea    | Sandra Cecchini Isabelle Demongeot | 6-3, 2-6, 6-1 |
| verloren finales |            |              |            |                  |                                    |               |
| 1.               | 1992-07-26 | WTA Praag    | gravel     | Eva Švíglerová   | Karin Kschwendt Petra Ritter       | 4-6, 6-2, 5-7 |
| 2.               | 1992-09-20 | WTA Parijs   | gravel     | Rachel McQuillan | Sandra Cecchini Patricia Tarabini  | 5-7, 1-6      |
| 3.               | 1996-10-13 | WTA Surabaya | hardcourt  | Tina Križan      | Alexandra Fusai Kerry-Anne Guse    | 4-6, 4-6      |

## Resultaten grandslamtoernooien
| Legenda | Legenda                          |
| ------- | -------------------------------- |
| g.t.    | geen toernooi gehouden           |
| l.c.    | lagere categorie                 |
| –       | niet deelgenomen                 |
| G       | uitgeschakeld in de groepsfase   |
| 1R      | uitgeschakeld in de eerste ronde |
| 2R      | uitgeschakeld in de tweede ronde |
| 3R      | uitgeschakeld in de derde ronde  |
| 4R      | uitgeschakeld in de vierde ronde |
| KF      | uitgeschakeld in de kwartfinale  |
| HF      | uitgeschakeld in de halve finale |
| F       | de finale verloren               |
| W       | het toernooi gewonnen            |
| w-v     | winst/verlies-balans             |

### Enkelspel
| Australian Open | –  | –  | 1R | 2R | 1R | 1R | 1R | 2R | –  |
| Roland Garros   | 2R | 1R | 2R | 2R | 1R | 2R | 1R | 1R | 1R |
| Wimbledon       | –  | –  | 1R | 1R | 1R | –  | –  | 1R | –  |
| US Open         | –  | –  | 1R | 3R | 1R | 1R | –  | 1R | –  |

### Vrouwendubbelspel
| toernooi        | 1988 | 1989 | 1990 | 1991 | 1992 | 1993 | 1994 | 1995 |    | 1997 | 1998 | 1999 |
| --------------- | ---- | ---- | ---- | ---- | ---- | ---- | ---- | ---- | -- | ---- | ---- | ---- |
| Australian Open | –    | –    | –    | 2R   | 2R   | 1R   | 1R   | 1R   | 1R | 2R   | 2R   |      |
| Roland Garros   | 2R   | 1R   | 2R   | –    | 3R   | 1R   | 1R   | 1R   | 1R | 1R   | –    |      |
| Wimbledon       | –    | –    | 1R   | –    | 2R   | 1R   | 1R   | 1R   | 1R | 1R   | –    |      |
| US Open         | –    | –    | 1R   | –    | 1R   | 1R   | 2R   | 1R   | 1R | 1R   | –    |      |

### Gemengd dubbelspel
| Australian Open | –  | –  | –  | –  | –  | –  | –  | –  |
| Roland Garros   | 1R | 1R | 1R | 1R | 1R | 1R | 1R | 1R |
| Wimbledon       | –  | –  | 1R | 2R | –  | 1R | 1R | –  |
| US Open         | –  | 1R | –  | –  | –  | –  | –  | –  |